# Diogo Froilaz
Diogo Froilaz (em castelhano: Diego Froilaz, morto ca. 1242);  rico-homem do Reino de Leão,  foi filho do conde Froila Ramires —filho do conde Ramiro Froilaz— e sua mãe a condesa Sancha Fernandes, filha de Fernando Arias e de Teresa Bermudes de Trava.

## Matrimónio e descendência
Casou com Aldonça Martins da Silva filha de Martim Gomes da Silva e de Urraca Rodrigues.  Aldonça foi, antes deste casamento, concubina do rei Afonso IX de Leão  com que teve três filhos.
Diego foi pai de:
- Ramiro Dias de Cifuentes (m. depois de 1279),[3][2] senhor de Asturias de Santillana, casou-se com Teresa Fernandes de Lara, filha de Fernando Alvares de Lara e Teresa Rodrigues de Villalobos.
- Sancha Dias de Cifuentes.[3] casada com Rodrigo Alvares de Lara, filho ilegítimo de Alvaro Nunes de Lara e de Teresa Gil de Osorno.[4][2]
- Estefánia Dias[3]
- Urraca Dias [3]